# Дякую!
«Дякую!» — сингл українського гурту «Океан Ельзи», який з'явився восени 2004 році. Композиція приурочена до 10-ліття гурту. Майже одночасно вийшов і відеокліп, змонтований за матеріалами всіх відеоробіт за 10 років діяльності гурту «Океан Ельзи».
Композиція «Дякую!» стала останнім творчим доробком «Океана Ельзи» у «старому» складі: Святослав Вакарчук, Павло Гудімов, Юрій Хусточка, Денис Глінін (ці четверо грали разом в О. Е. ще з 1994 року) і Дмитро Шуров.

## Композиції
1. Дякую! (2:23)
2. Дякую! (acoustic) (2:11)

## Музиканти
1. Святослав Вакарчук — вокал
2. Павло Гудімов — гітара, бек-вокал
3. Юрій Хусточка — бас-гітара
4. Дмитро Шуров — клавішні
5. Денис Глінін — барабани